# Рахель Шалон
Рахель Шалон (івр. רחל שלון, уроджена Рахель Знаміровська; 1904-1988) — ізраїльська інженерка, перша в країні жінка-інженер, професор будівельної технології Ізраїльського технологічного інституту.

## Біографія
Рахель народилася в Калуші в родині хасидів Знаміровських. Вона закінчила середню школу у Варшаві, потім вивчала хімічну інженерію у Варшавському політехнічному університеті. У 1925 році вона емігрувала до Палестини і вивчала інженерну справу в Ізраїльському технологічному інституті (Техніон). Під час навчання вступила до штабу військової організації «Хагана», а після здобуття незалежності Ізраїлем у 1948 році служила в Жіночому корпусі Збройних сил Ізраїлю у званні майора. Була приписана до штабу 202 батальйону Кармельської бригади.
Впродовж 1931—1973 років Рахель працювала на факультеті цивільного будівництва Техніона. Вона була призначена на посаду віце-президента з технічних досліджень, віце-президента з академічних справ і декана аспірантури. У 1952 році вона була призначена доцентом, а у 1956 році — професором. Таким чином стала першою жінкою-професором у Техніоні.
У 1948 році Шалон призначили головою Експертної комісії з будівництва у складі Наукової ради при кабінеті прем'єр-міністра. Вона залишалася на цій посаді до 1956 року, коли подала у відставку на знак протесту проти недостатнього фінансування досліджень будівництва. Шалон заснував Науково-дослідну станцію будівництва, яку очолювала впродовж 20 років.
Рахель була обрана до Ради вищої освіти та Комітету Ради з питань планування та бюджету. У 1954 році вона заснувала ізраїльську філію Сороптимістської організації, яка займалася захистом прав жінок, була обрана президентом Європейської федерації цієї організації. У 1959 році Рахель обрана президентом Міжнародної організації дослідницьких лабораторій матеріалознавства і будівництва (RILEM), а в 1962 році стала членом Виконавчого комітету Міжнародної ради з дослідження будівництва. У 1960 році вона була призначена до Національної ради з досліджень в галузі науки і технологічного розвитку в офісі прем'єр-міністра.

## Вшанування
- У 1980 році вона була одним з факелоносцев на церемонії до Дня Незалежності.
- У 1988 році отримала ступінь почесного доктора у Техніоні.
- Вона також стала почесним громадянином Хайфи.[3]

## Особисте життя
У 1929 році вона вийшла заміж за Уріеля Шалона, директора заводу «Shemen Industries», голову Асоціації інженерів і архітекторів Ізраїлю. Подружжя заснувало фонд для фінансування будівництва студентських гуртожитків у місті Хайфа.